# 尔里·尔布杜
尔里·尔布杜（1917年1月20日—1986年9月16日），另译阿尔里·阿尔布都，苏联作家、翻译家，苏联作家协会（自1967年以来）会员，苏联新闻工作者协会会员（自1962年以来）。

## 生平
尔里·尔布杜于1917年1月20日出生在俄罗斯帝国突厥斯坦總督區七河州皮什佩克县阿列克桑德罗夫卡村。
1933年，他从村小毕业，进入吉尔吉斯师范学校东干分校的初级班，当东干师范学校在阿拉木图开设时，尔里·尔布杜转到此学校学习。在学校，他领导了共青团组织，是阿拉木图东干人新生活的积极宣传者。由于东干师范学校的重组，阿布杜转入阿拉木图俄罗斯师范学校，完成学业后，被派往哈萨克苏维埃社会主义共和国江布尔州科克捷列克区基洛夫初中担任教师，后来升任校长。
1940年征召入伍。他在苏德战争列寧格勒圍城戰中幸存。
1945年复员后，他重返教学岗位。在伏龙芝地区公共教育部担任了几个月的督察后，他于1946年进入阿拉木图市的外语学院。1950年，他被派往吉尔吉斯苏维埃社会主义共和国普热瓦尔斯基区米丘林中学担任英语教师。1952年初，他搬到坎特区米粮川村，在那里继续任教至1956年。后来，他成为吉尔吉斯国家出版社的东干语文学编辑。自1957年起，尔布杜一直担任《十月的旗》报社文化和生活部主任。

## 著作
尔布杜于1955年开始了他的文学生涯，当时恢复了因战争中断的东干语文学出版。他的第一本书《女孩的梦》于1958年由吉尔吉斯国家出版社出版。从那以后，吉尔吉斯国家出版社出版了他的几部作品集。他还是东干学校六年级学生文学阅读选集的作者。此外，他还从事文学翻译，曾将列夫·托爾斯泰、安东·契诃夫和亚历山大·伊凡诺维奇·库普林以及一些吉尔吉斯斯坦作家的作品翻译成东干语。

## 纪念
- 阿列克桑德罗夫卡村的第二所学校以尔里·尔布杜的名字命名为“尔里·尔布杜学校”[5][6]。

## 奖项
- 勇敢奖章[4]
- 保衛列寧格勒獎章[4]
- 1941—1945年偉大衛國戰爭戰勝德國獎章[4]
- 纪念列宁诞辰一百周年奖章[4]
- 1941-1945年偉大衛國戰爭勝利三十週年獎章[4]
- 列宁格勒建城两百五十周年奖章[4]
- 吉尔吉斯苏维埃社会主义共和国最高苏维埃（英语：Supreme Soviet of the Kirghiz Soviet Socialist Republic）主席团颁发的荣誉证书[4]